# منظمة الشرطة الجنائية الدولية
المنظمة الدولية للشرطة الجنائية، والمعروفة باسم الإنتربول، هي منظمة دولية تأسست بهدف تسهيل التعاون الشرطي في جميع أنحاء العالم ومكافحة الجريمة. وهي أكبر منظمة شرطة دولية في العالم. يقع مقرها الرئيسي في ليون، فرنسا، ولها سبعة مكاتب إقليمية في جميع أنحاء العالم، ومكتب مركزي وطني في جميع الدول الأعضاء البالغ عددها 195 دولة.
تأسست المنظمة المعروفة اليوم باسم الإنتربول في 7 سبتمبر 1923 في ختام مؤتمر الشرطة الدولي لعام 1923 الذي استمر خمسة أيام وعقد في فيينا باسم اللجنة الدولية للشرطة الجنائية؛ اعتمدت العديد من واجبات المنظمة الحالية طوال ثلاثينيات القرن العشرين. ومع ذلك خلال عام 1938، أصبحت المنظمة تحت السيطرة النازية، وتحول مقرها الرئيسي إلى مقر للغيستابو. توقفت أنشطة الإنتربول بشكل أساسي حتى انتهاء الحرب العالمية الثانية. في عام 1956 اعتمدت اللجنة الدولية للبراءات دستورًا جديدًا واعتمدت رسميًا اسم "الإنتربول"، الذي تم استخدامه كعنوان تلغرافي لها منذ عام 1946.
يقدم الإنتربول الدعم في مجال التحقيقات والخبرة والتدريب لأجهزة إنفاذ القانون في جميع أنحاء العالم، مع التركيز على ثلاثة مجالات رئيسية للجريمة العابرة للحدود الوطنية: الإرهاب والجرائم السيبرانية والجريمة المنظمة. وتشمل صلاحياتها الواسعة كل أنواع الجرائم تقريبًا، بما في ذلك الجرائم ضد الإنسانية، واستغلال الأطفال في المواد الإباحية، والاتجار بالمخدرات وإنتاجها، والفساد السياسي، وانتهاك الملكية الفكرية، فضلاً عن جرائم ذوي الياقات البيضاء. وتقوم الوكالة أيضًا بتسهيل التعاون بين مؤسسات إنفاذ القانون الوطنية من خلال قواعد البيانات الجنائية وشبكات الاتصالات. وتتمثل مهمة الإنتربول في إصدار "النشرات الحمراء" الشهيرة التي تستند إلى مذكرات توقيف صادرة عن النظام القضائي في بلد ما بحق مشتبه فيهم مصنفين "أشخاصاً مطلوبين"، بهدف تسهيل عملية توقيفهم. وخلافا للاعتقاد السائد، فإن الإنتربول في حد ذاته ليس وكالة لإنفاذ القانون.
تبلغ ميزانية الإنتربول السنوية 142 مليون يورو (155 مليون دولار)، ويأتي معظمها من المساهمات السنوية لقوات الشرطة الأعضاء في 181 دولة. وتتولى إدارتها جمعية عامة مكونة من جميع الدول الأعضاء، والتي تنتخب اللجنة التنفيذية والرئيس (حاليًا أحمد ناصر الريسي من الإمارات العربية المتحدة) للإشراف على سياسات الإنتربول وإدارته وتنفيذها. تتولى الأمانة العامة تنفيذ العمليات اليومية، وتضم حوالي 1000 موظف من أكثر من 100 دولة، بما في ذلك الشرطة والمدنيون. ويرأس الأمانة العامة الأمين العام، وهو حالياً يورغن ستوك، النائب السابق لرئيس مكتب الشرطة الجنائية الفيدرالية في ألمانيا.
وبموجب ميثاقه، يسعى الإنتربول إلى البقاء محايدًا سياسيًا في الوفاء بتفويضه، وبالتالي يحظر على المنظمة الانخراط في التدخلات أو الأنشطة ذات الطبيعة السياسية أو العسكرية أو الدينية أو العنصرية، ومن إشراك نفسه في نزاعات حول مثل هذه الأمور. تعمل الوكالة بأربع لغات: العربية والإنجليزية والفرنسية والإسبانية.

## تاريخ
قبل القرن التاسع عشر، كان التعاون بين الشرطة في مختلف الولايات القضائية الوطنية والسياسية منظمًا إلى حد كبير مع التركيز على هدف محدد أو عمل إجرامي. كانت أول محاولة لوضع إطار رسمي ودائم لتنسيق الشرطة الدولية هي اتحاد شرطة الولايات الألمانية، الذي تم تشكيله في عام 1851 لجمع الشرطة من مختلف الولايات الناطقة باللغة الألمانية. وتركزت أنشطتها في الغالب على المنشقين السياسيين والمجرمين. أطلقت إيطاليا خطة مماثلة في مؤتمر مناهضة الأناركية في روما عام 1898 ، والذي جمع مندوبين من إحدى وعشرين دولة أوروبية لإنشاء هيكل رسمي لمعالجة الحركة الأناركية الدولية . لم يسفر المؤتمر ولا اجتماع المتابعة الذي عقد في سانت بطرسبرغ عام 1904 عن أي نتائج.

شهدت أوائل القرن العشرين العديد من الجهود لإضفاء الطابع الرسمي على التعاون الشرطي الدولي، حيث سهّل تزايد السفر والتجارة الدوليين الشركات الإجرامية العابرة للحدود الوطنية والهاربين من القانون. كان المؤتمر الأول هو مؤتمر الشرطة الجنائية الدولية الذي استضافته موناكو عام 1914، والذي جمع دبلوماسيين ومسؤولين قانونيين من عشرين دولة لمناقشة التعاون الدولي في التحقيق في الجرائم، وتبادل تقنيات التحقيق، وإجراءات تسليم المجرمين. وضع مؤتمر موناكو اثني عشر مبدأ وأولوية من شأنها أن تصبح في نهاية المطاف أساسًا للإنتربول، شمل ذلك توفير الاتصال المباشر بين الشرطة في مختلف الدول؛ وإنشاء معيار دولي للطب الشرعي وجمع البيانات؛ وتسهيل المعالجة الفعالة لطلبات تسليم المجرمين. ظلت فكرة إنشاء منظمة شرطة دولية خاملة بسبب الحرب العالمية الأولى. سعت الولايات المتحدة للقيام بجهد مماثل في عام 1922 من خلال المؤتمر الدولي للشرطة في مدينة نيويورك، لكنها فشلت في جذب الاهتمام الدولي.

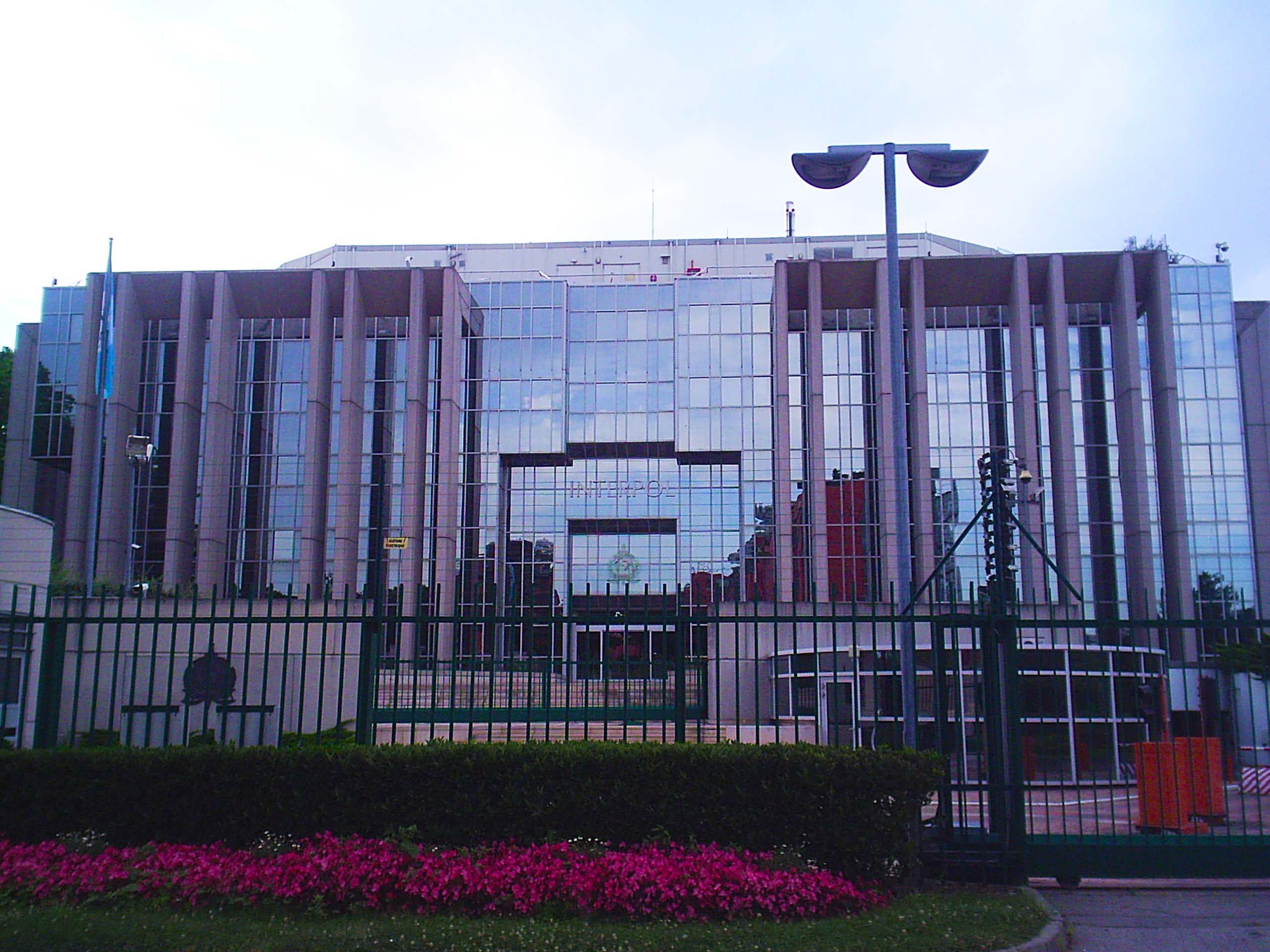
مقر الإنتربول في الدائرة السادسة بمدينة ليون الفرنسية

وبعد مرور عام، في عام 1923، ظهرت مبادرة جديدة في مؤتمر دولي آخر للشرطة الجنائية في فيينا بقيادة يوهان شوبر رئيس قسم الشرطة في فيينا. اتفق المندوبون الـ 22 على تأسيس لجنة الشرطة الجنائية الدولية (ICPC) السلف المباشر للإنتربول، والتي سيكون مقرها في فيينا. كان من بين الأعضاء المؤسسين مسؤولين في الشرطة من النمسا وألمانيا وبلجيكا وبولندا والصين ومصر وفرنسا واليونان والمجر وإيطاليا وهولندا واليابان ورومانيا والسويد وسويسرا ويوغوسلافيا. وفي العام نفسه، نُشرت إشعارات الأشخاص المطلوبين لأول مرة في مجلة السلامة العامة الدولية الصادرة عن اللجنة الدولية للبراءات. انضمت المملكة المتحدة في عام 1928. ولم تنضم الولايات المتحدة إلى الإنتربول حتى عام 1938، على الرغم من أن ضابط شرطة أمريكي حضر بشكل غير رسمي مؤتمر عام 1923. وبحلول عام 1934، تضاعفت عضوية اللجنة الدولية للبراءات إلى أكثر من الضعف لتصل إلى 58 دولة.
بعد عملية آنشلوس في عام 1938، أصبحت المنظمة التي تتخذ من فيينا مقراً لها تحت سيطرة ألمانيا النازية. وفي 29 نوفمبر 1941، كان للإنتربول مكاتب في منطقة Am Kleinen Wannsee 16؛ نقل مقر اللجنة في نهاية المطاف إلى برلين في عام 1942. وخلال هذه الفترة سحبت معظم الدول الأعضاء دعمها. من عام 1938 إلى عام 1945، كان من بين رؤساء اللجنة الدولية للبراءات أوتو شتاينهاوسل ، ورينهارد هايدريش، وآرثر نيبي، وإرنست كالتنبرونر وجميعهم كانوا جنرالات في قوات الأمن الخاصة النازية؛ كان كالتنبرونر هو الضابط الأعلى رتبة في قوات الأمن الخاصة الذي تم إعدامه بعد محاكمات نورمبرغ.

## الدستور
حدد دور الإنتربول من خلال الأحكام العامة في دستوره. وتنص المادة الثانية على أن دوره هو:
1. ضمان وتعزيز المساعدة المتبادلة على أوسع نطاق ممكن بين جميع سلطات الشرطة الجنائية ضمن حدود القوانين الموجودة في مختلف البلدان وبروح الإعلان العالمي لحقوق الإنسان.
2. إنشاء وتطوير جميع المؤسسات التي من شأنها أن تساهم بفعالية في منع وقمع جرائم القانون العام.

وتنص المادة 3 على ما يلي:
1. يمنع منعاً باتاً على المنظمة القيام بأي تدخل أو أنشطة ذات طابع سياسي أو عسكري أو ديني أو عنصري.

## منهجية العمل
وعلى عكس الفكرة الشائعة بسبب التصوير المتكرر في وسائل الإعلام الشعبية، إن الإنتربول ليس وكالة فوق وطنية لإنفاذ القانون ويفتقر إلى عملاء يتمتعون بسلطة القيام بالاعتقالات. وبدلا من ذلك، فهي منظمة دولية تعمل كشبكة من وكالات إنفاذ القانون من مختلف البلدان. وبالتالي تعمل المنظمة كحلقة وصل إدارية بين وكالات إنفاذ القانون في البلدان الأعضاء، حيث توفر الاتصالات والمساعدة في قواعد البيانات، معظمها من خلال مقرها المركزي في ليون. إلى جانب مساعدة المكاتب المحلية الأصغر في كل دولة من الدول الأعضاء.

## الشؤون المالية
في عام 2019، بلغ الدخل التشغيلي للإنتربول 142 مليون يورو، منها 41 في المائة مساهمات قانونية من الدول الأعضاء، و35 في المائة مساهمات نقدية طوعية، و24 في المائة مساهمات عينية لاستخدام المعدات والخدمات والمباني. ولتعزيز التعاون بين الإنتربول والقطاع الخاص دعما لمهامها، تم إنشاء مؤسسة الإنتربول من أجل عالم أكثر أمانا في عام 2013. وعلى الرغم من استقلالها القانوني، فإن علاقة المؤسسة مع الإنتربول وثيقة بما يكفي لدرجة أن رئيس الإنتربول نجح في إقالة الرئيس التنفيذي لبنك إتش إس بي سي من مجلس إدارة المؤسسة في عام 2015 بعد مزاعم تسريبات سويس ليكس.
وفي الفترة من 2004 إلى 2010، عملت محكمة التدقيق الفرنسية كمدققين خارجيين للإنتربول. وفي تشرين الثاني/نوفمبر 2010، خلف ديوان المحاسبة مكتب المراجع العام للنرويج لفترة أولية مدتها ثلاث سنوات، مع إمكانية التمديد لثلاث سنوات إضافية.

## الهيكل التنظيمي
كما هو معرف في الفقرة الخامسة من دستور الإنتربول الدولي فهي تتكون من:
- الجمعية العامة
- اللجنة التنفيذية
- الأمانة العامة
- المكاتب المركزية الوطنية[32]
- المستشارون
- لجنة ضبط ملفات الأنتربول

## انتقادات

### الطلبات التعسفية لاعتقالات الإنتربول

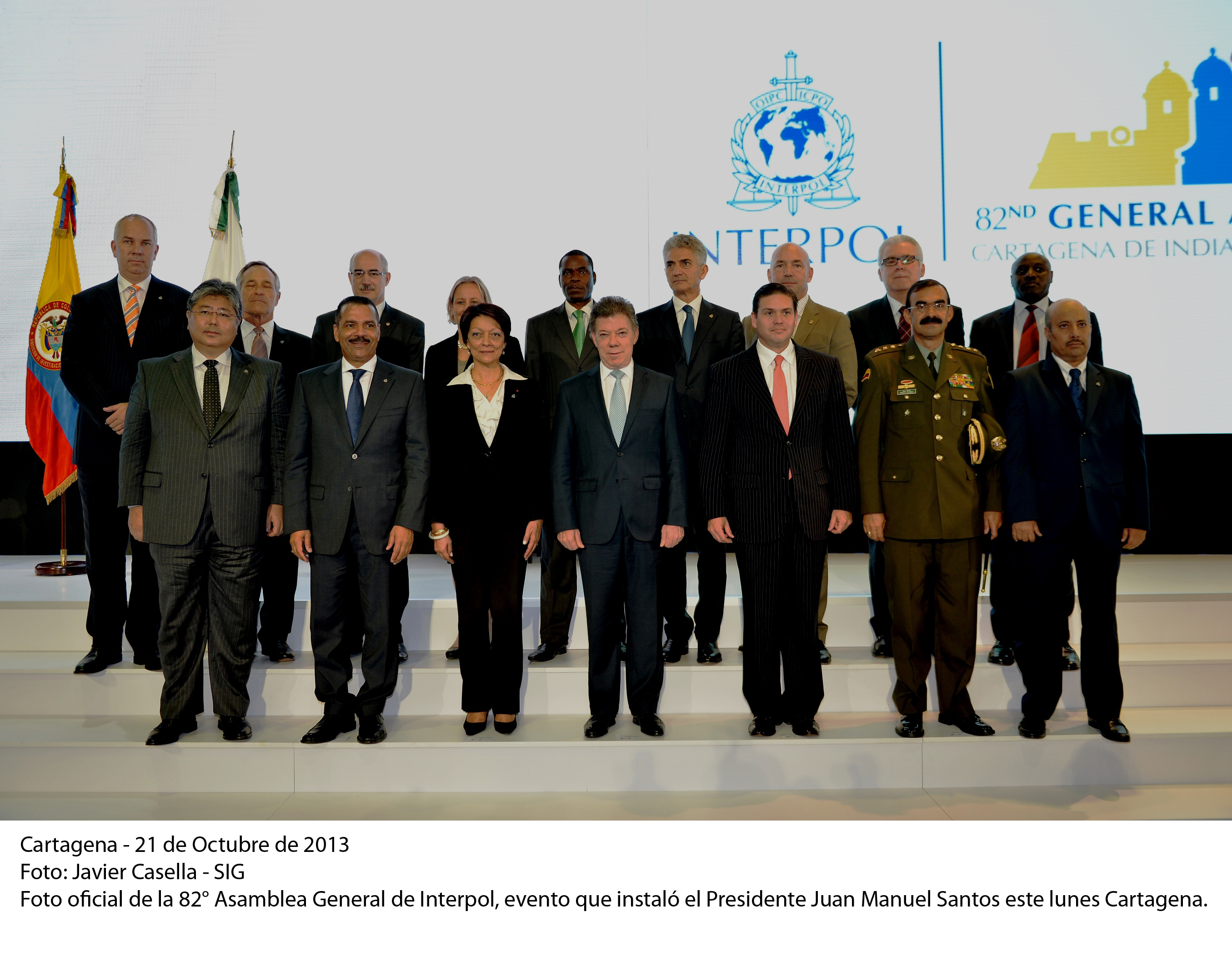
اجتماع منظمة الإنتربول 82، في قرطاجنة، كولومبيا

على الرغم من موقفها المحايد سياسيًا، فقد انتقد البعض الوكالة لدورها في الاعتقالات التي يزعم المنتقدون أنها ذات دوافع سياسية. انتقدت الجمعية البرلمانية لمنظمة الأمن والتعاون في أوروبا (PACE) في إعلانها، المعتمد في أوسلو (2010), وموناكو (2012), واسطنبول (2013)،
 وباكو (2014)، بعض الدول الأعضاء في منظمة الأمن والتعاون في أوروبا لإساءة استخدام آليات التحقيق الدولي وحثت على لدعم إصلاح الإنتربول من أجل تجنب الملاحقة القضائية ذات الدوافع السياسية. ينتقد قرار الجمعية البرلمانية لمجلس أوروبا الصادر في 31 كانون الثاني / يناير 2014 آليات عمل لجنة مراقبة ملفات الإنتربول، لا سيما الإجراءات غير العدائية والقرارات الجائرة. في عام 2014، اعتمدت منظمة الأمن والتعاون في أوروبا (PACE) قرارًا بإجراء تحليل شامل لمشكلة إساءة استخدام الإنتربول وإعداد تقرير خاص بهذا الشأن. في أيار / مايو 2015، في إطار إعداد التقرير، نظمت لجنة الشئون القانونية وحقوق الإنسان التابعة لمنظمة الأمن والتعاون في أوروبا جلسة استماع، أتيحت خلالها الفرصة لممثلي المنظمات غير الحكومية والإنتربول للتحدث.
يمكن اعتقال اللاجئين المدرجين في قائمة الإنتربول عند عبورهم الحدود. في عام 2008، أشار مكتب مفوض الأمم المتحدة السامي لشؤون اللاجئين إلى مشكلة اعتقال اللاجئين بناءً على طلب الإنتربول فيما يتعلق بتهم ذات دوافع سياسية.
في عام 2021، اتُهمت الحكومات الاستبدادية لدول مثل الصين والإمارات العربية المتحدة وإيران وروسيا وفنزويلا بإساءة استخدام الإنتربول من خلال استخدامه لاستهداف المعارضين السياسيين. على الرغم من سياسة الإنتربول التي تمنع الدول من استخدام المنظمة لملاحقة المعارضين، إلا أن الحكام المستبدين يسيئون بشكل متزايد إلى دستور الإنتربول. استخدمت الصين الإنتربول ضد الأويغور، حيث أصدرت الحكومة نشرة حمراء ضد النشطاء وغيرهم من أفراد الأقليات العرقية الذين يعيشون في الخارج. منذ عام 1997، تم تسجيل 1546 حالة من 28 دولة لاحتجاز وترحيل الأويغور. إلى جانب ذلك، اتهمت الإمارات أيضًا بأنها واحدة من الدول التي تحاول شراء النفوذ في الإنتربول باستخدام مؤسسة الإنتربول من أجل عالم أكثر أمانًا، قدمت الأمة العربية تبرعات بقيمة 5.4 مليون دولار حيث تم تقدير المبلغ على أنه مساوٍ للمساهمات القانونية التي قدمها جميع الأعضاء الـ 194 الباقين. كما أنه واضح من أن نفوذ الإمارات المتزايد على الإنتربول أتاح لها الفرصة لاستضافة الجمعية العامة في عام 2018، وحتى في عام 2020 تم تأجيلها بسبب جائحة كوفيد - 19.

بعد ما أصبح الواء الإماراتي احمد ناصر الرئيسي رئيسا للانتربول، تجاهلت المنظمة امراً قضائياً من المحكمة الأوروبية لحقوق الإنسان، وتعاونت مع السلطات الصربية على تسليم الناشط البحريني احمد جعفر محمد علي، تم تسليمه للبحرين على طائرة شارتر من شركة رويال جت، شركة طيران إماراتية برئاسة أحد افراد العائلة الحاكمة في أبوظبي. اثار النقاد مخاوف من ان هذا فقط مثال أول على كيف سيتم «تجاوز الخطوط الحمراء» تحت رئاسة الرئيسي. إضافة تم رفع تحذير بأن بعد هذا القرار سيكون الانتربول متواطئ في أي اعتداء يتعرض له «علي».
في 11 أكتوبر 2024، أصدر الإنتربول نشرة حمراء ضد أحد أعضاء الكارتل، شون ماكجفرن، الذي ألقت شرطة دبي القبض عليه. كانت عصابة كيناهان تخطط للهروب من الإمارات، في حالة طلب التسليم من أيرلندا. كانت المجموعة لديها خطة مفصلة للانتقال إلى روسيا. وفي 21 أكتوبر، وقعت أيرلندا معاهدة تسليم مع الإمارات العربية المتحدة.

### الدبلوماسية
في عام 2016، انتقدت تايوان الإنتربول لرفضه طلب الانضمام إلى الجمعية العامة بصفة مراقب. دعمت الولايات المتحدة الأمريكية مشاركة تايوان، وأصدر الكونغرس الأمريكي تشريعًا يوجه وزير الخارجية إلى تطوير إستراتيجية للحصول على صفة مراقب لتايوان.
أثار انتخاب منغ هونغوي رئيساً، وألكسندر بروكوبتشوك (روسي) نائباً لرئيس الإنتربول لأوروبا انتقادات في وسائل الإعلام الغربية وأثار مخاوف من قبول الإنتربول طلبات ذات دوافع سياسية من الصين وروسيا.,

### أعمال
في عام 2013، تعرض الإنتربول لانتقادات بسبب صفقاته بملايين الدولارات مع هيئات من القطاع الخاص مثل الفيفا وفيليب موريس وصناعة الأدوية. كان النقد بشكل أساسي حول الافتقار إلى الشفافية وتضارب المصالح المحتمل، مثل كودنتيفي., بعد فضيحة FIFA 2015، قامت المنظمة قطع العلاقات مع جميع هيئات القطاع الخاص التي أثارت مثل هذه الانتقادات، وتبنى إطار تمويل جديد وشفاف.

### القيادة
بعد اختفاء مينج هونغوي، اتهم أربعة من أعضاء مجلس الشيوخ الأمريكي خليفته المفترض، ألكسندر بروكوبتشوك، بإساءة استخدام النشرات الحمراء، وشبهوا انتخابه بـ «وضع ثعلب مسؤولاً عن بيت الدجاج».
 أثار بيان نشره اتحاد حقوق الإنسان في هلسنكي الأوكراني ووقعته منظمات غير حكومية أخرى مخاوف بشأن قدرته على استخدام منصبه في الإنتربول لإسكات منتقدي روسيا. انتقد السياسيون الروس الاتهام الأمريكي باعتباره تدخلاً ذا دوافع سياسية.
في 1 أكتوبر 2020، كانت الإمارات تخطط لإعلان رئيس شرطتها أحمد ناصر الريسي مُرشحا للإمارات كرئيس المنظمة الدولية للشرطة الجنائية (الإنتربول) وذلك وفقا لمعلومات مسربة. تعرض الترشيح لانتقادات واسعة بسبب اتهام الريسي بتعذيب ماثيو هدجيس وهو طالب بريطاني بالإضافة إلى انتهاكات خطيرة أخرى لحقوق الإنسان في الإمارات العربية المتحدة وتم تحذير الانتربول من فقدان مصداقيتها إذا انتخب الريسي رئيسا.
كشفت تقارير في أغسطس 2021 ان الإمارات العربية المتحدة تشجع لمرشحها احمد ناصر الريسي لرئاسة الانتربول.يعتبر الريسي «منبوذ دوليا» وكان يلتقي ادانة وانكار متزايدة لتورطه في اعتقال وتعذيب احمد منصور وماثيو هيدجزو وعلي احمد.بالنظر إلى ذلك، بدأت الإمارات خطة الترويج للرئيسي من خلال تنظيم رحلاته إلى الدول الاعضاء في الانتربول للحصول على الدعم.
رفض عدد من النوّاب الألمانيّ مرشح الإمارات لرئاسة وكالة الشرطة الدولية الإنتربول معتبرين أن انتخابه مديرا للإنتربول سيضر بسمعة المنظمة الدولية. إلى جانب ذلك، حثّ المحامي البريطاني رودني ديكسون السلطات السويدية على اعتقال الرئيسيّ فور وصوله إلى السويد، حيث من المتوقع أن يزور البلد لحملته للحصول على دعم من الدول لترشيحه لرئاسة الإنتربول. وبالمثل، طُلب من الشرطة النرويجية توقيف الرئيسي عند دخوله البلاد من قبل بعض المعذبين الذين عانوا على يد الريسي التعذيب بطريقة عنيفة من دون أي سبب.
واجه المرشح الإماراتي لرئاسة الإنتربول ناصر الريسي المعارضة في أكتوبر 2021 حيث قدم المحامون شكوى إلى المدعي العام الفرنسي في باريس. وأشارت المزاعم إلى دور الرئيسي في الاعتقال والتعذيب غير القانونيّين لعلي عيسى أحمد وماثيو هيدجز. ومنحت الشكوى المسؤولين الفرنسيين سلطة التحقيق مع الرعايا الأجانب والقبض عليه حيث قدمت الشكوى بموجب مبدأ الولاية القضائية العالمية. وبما أن رئيسي ليس رئيس دولة فقد كان للسلطات الفرنسية كل الحق في اعتقاله واستجوابه عند دخوله في الأراضي الفرنسية.
كانت المعارضة تتصاعد مع اقتراب الجمعية العامة. في نوفمبر 2021، قدم المحامي التركي غولدين سونميز شكوى جنائية ضدّ ترشيح الرئيسي في تركيا التي ينعقد فيها إجراء التصويت. وقالت سونميز إن هذه محاولة الإمارات لإخفاء سجلاتها في مجال حقوق الإنسان وغسل سمعتها. إلى جانب ذلك، من المتوقع أيضًا أن يرفع هيدجز وأحمد دعوى قضائية في تركيا ضدّ الرئيسي قبل انعقاد الجمعية العمومية.
جرت الانتخابات في إسطنبول في 25 نوفمبر / تشرين الثاني، حيث خاض الرئيسي الانتخابات ضد ساركا هافرانكوفا، نائب رئيس الإنتربول. وفاز الرئيسي بعد ثلاث جولات من التصويت وانتخب لمدة أربع سنوات بحوالي 69٪ من الأصوات. إنه أول مرشح من الشرق الأوسط يتم انتخابه رئيسًا. الإمارات العربية المتحدة هي ثاني أكبر مساهم في ميزانية الإنتربول، مما أدى إلى مزاعم بأن الإمارات اشترت نتيجة الانتخابات.
في فبراير 2022، سمحت محكمة لندن العليا لعلي عيسى أحمد، أحد ضحايا التعذيب لناصر الرئيسي، باتخاذ إجراءات قانونية ضد الجاني المتهم بالتواطؤ في التعذيب. احتُجز أحمد زوراً وتعرض للاعتداء والضرب أثناء وجوده في الإمارات بين 23 يناير و 12 فبراير 2019 لارتدائه قميصاً لكرة القدم يحمل شعار قطري. في وقت وقوع الحادث، كانت قطر تخضع لحظر دبلوماسي فرضته اللجنة الرباعية الخليجية بقيادة الإمارات والسعودية والبحرين ومصر. بعد الدعوى القانونية لأحمد، قدمت وزارة الخارجية البريطانية شكوى إلى السلطات الإماراتية بخصوص معاملته. لم يتم تلقي أي رد وظلت سفارة الإمارات العربية المتحدة غير قابلة للوصول للتعليق.

## الدول الأعضاء
بالترتيب حسب تاريخ أول انتساب:
| الدولة                      | تاريخ أول انتساب | ملاحظات |
| --------------------------- | ---------------- | --- |
| ألمانيا                     | 1923             | انسحبت في العام 1945 ثم انتسبت في 1952 |
| النمسا                      | 1923             | انسحبت في العام 1945 ثم انتسبت في 1948 |
| بلجيكا                      | 1923             | |
| الصين                       | 1923             | انسحبت في العام 1945 ثم انتسبت باسم جمهورية الصين (تايوان) في العام 1961 حتى عام 1984 حيث قدمت جمهورية الصين الشعبية طلب انتساب وأعقب ذلك قرار من الجمعية العامة يؤكد أن الصين الشعبية هي السلطة الوحيدة السارية وينبغي بالتالي أن تحل محل جمهورية الصين (تايوان) كعضو في المنظمة              |
| الدنمارك                    | 1923             | |
| مصر                         | 1923             | بتاريخ 21 فبراير 1951 اتحدت سوريا ومصر المتمتعتين بالعضوية الكاملة بالإنتربول وشكلتا الجمهورية العربية المتحدة التي حلت بتاريخ 28 سبتمبر 1961 واحتفظت مصر بذلك الاسم حتى 2 سبتمبر 1971 حيث غيرت اسمها إلى جمهورية مصر العربية وتعتبر مصر استمرارا ً للجمهورية العربية المتحدة كعضو في الإنتربول |
| الولايات المتحدة            | 1923             | |
| فرنسا                       | 1923             | |
| اليونان                     | 1923             | |
| المجر                       | 1923             | انسحبت في العام 1952 ثم انتسبت في 1981 |
| إيطاليا                     | 1923             | |
| هولندا                      | 1923             | |
| بولندا                      | 1923             | انسحبت في العام 1952 ثم انتسبت في 1990 |
| رومانيا                     | 1923             | انسحبت في العام 1952 ثم انتسبت في 1973 |
| السويد                      | 1923             | |
| سويسرا                      | 1923             | |
| تشيكوسلوفاكيا               | 1923             | انسحبت في العام 1951 ثم انتسبت في 1990 ولم تعد عضوا ً في الأنتربول منذ 1992 على إثر انقسام البلاد |
| يوغوسلافيا                  | 1924             | لم تعد عضوا ً في الأنتربول على إثر تقسيم البلاد |
| فنلندا                      | 1928             | |
| المملكة المتحدة             | 1928             | |
| تشيلي                       | 1930             | |
| النرويج                     | 1930             | |
| البرتغال                    | 1930             | |
| تركيا                       | 1930             | |
| لوكسمبورغ                   | 1937             | |
| إيران                       | 1938             | |
| الأرجنتين                   | 1947             | |
| بلغاريا                     | 1947             | |
| أيرلندا                     | 1947             | |
| جنوب إفريقيا                | 1948             | انسحبت في العام 1954 ثم انتسبت في 1993 |
| أستراليا                    | 1948             | |
| فنزويلا                     | 1948             | |
| الأنتيل الهولندية           | 1949             | |
| كندا                        | 1949             | |
| غواتيمالا                   | 1949             | |
| الهند                       | 1949             | |
| إسرائيل                     | 1949             | |
| لبنان                       | 1949             | |
| سورينام                     | 1949             | |
| موناكو                      | 1950             | |
| سريلانكا                    | 1950             | انتسبت باسم سيلان ثم في العام 1972 غيرت الاسم إلى سريلانكا |
| إسبانيا                     | 1951             | |
| تايلاند                     | 1951             | |
| كوبا                        | 1952             | |
| إندونيسيا                   | 1952             | |
| باكستان                     | 1952             | |
| الفلبين                     | 1952             | |
| البرازيل                    | 1953             | انسحبت في العام 1980 ثم انتسبت في 1986 |
| جمهورية الدومينيكان         | 1953             | |
| اليابان                     | 1953             | |
| سوريا                       | 1953             | بتاريخ 21 فبراير 1951 اتحدت سوريا ومصر المتمتعتين بالعضوية الكاملة بالإنتربول وشكلتا الجمهورية العربية المتحدة التي حلت بتاريخ 28 سبتمبر 1961 عقب استعادة وضعها كدولة مستقلة بتاريخ 13 أكتوبر 1961 استردت سوريا مقعدها كبلد كامل العضوية بتاريخ 20 مارس 1962                                   |
| كولومبيا                    | 1954             | |
| كوستاريكا                   | 1954             | |
| ليبيا                       | 1954             | |
| ميانمار                     | 1954             | |
| المكسيك                     | 1955             | |
| نيوزيلندا                   | 1955             | |
| الأوروغواي                  | 1955             | |
| السعودية                    | 1956             | |
| كمبوديا                     | 1956             | |
| الأردن                      | 1956             | انسحبت المملكة الأردنية من الأنتربول في 23 يونيو 1958 وعادت للانتساب في 19 اغسطس 1958 وانسحبت من جديد في 27 مايو 1959 وانتسبت ثانية بتاريخ 28 يوليو من ذات العام |
| ليبيريا                     | 1956             | |
| السودان                     | 1956             | |
| هايتي                       | 1957             | |
| لاوس                        | 1957             | |
| المغرب                      | 1957             | |
| تونس                        | 1957             | |
| إثيوبيا                     | 1958             | |
| غانا                        | 1958             | |
| بنما                        | 1958             | |
| سانت فينسنت والغرينادين     | 1958             | |
| السلفادور                   | 1959             | انسحبت في العام 1984 وانتسبت من جديد في العام 1993 |
| ليختنشتاين                  | 1960             | |
| نيجيريا                     | 1960             | |
| توغو                        | 1960             | |
| بوركينا فاسو                | 1961             | انتسبت باسم فولطا العليا ثم في العام 1984 غيرت الاسم إلى بوركينا فاسو |
| الكاميرون                   | 1961             | |
| جمهورية الكونغو             | 1961             | |
| ساحل العاج                  | 1961             | |
| الغابون                     | 1961             | |
| غينيا                       | 1961             | |
| مدغشقر                      | 1961             | |
| ماليزيا                     | 1961             | |
| السنغال                     | 1961             | |
| بنين                        | 1962             | انتسبت باسم داهومي ثم في العام 1975 غيرت الاسم إلى بنين |
| قبرص                        | 1962             | |
| الإكوادور                   | 1962             | |
| موريتانيا                   | 1962             | |
| بيرو                        | 1962             | |
| سيراليون                    | 1962             | |
| تنزانيا                     | 1962             | انتسبت إلى الأنتربول باسم طنجنيقا ثم غيرت اسمها إلى تنزانيا بعد اتحادها مع زنجبار في 1964 |
| تشاد                        | 1962             | |
| الجزائر                     | 1963             | |
| بوليفيا                     | 1963             | |
| جامايكا                     | 1963             | |
| جمهورية الكونغو الديمقراطية | 1963             | |
| كوريا الجنوبية              | 1964             | |
| النيجر                      | 1964             | |
| ترينيداد وتوباغو            | 1964             | |
| جمهورية إفريقيا الوسطى      | 1965             | |
| الكويت                      | 1965             | |
| نيكاراغوا                   | 1965             | |
| مالاوي                      | 1966             | |
| أوغندا                      | 1966             | |
| زامبيا                      | 1966             | |
| العراق                      | 1967             | |
| نيبال                       | 1967             | |
| كينيا                       | 1968             | |
| سنغافورة                    | 1968             | |
| مالي                        | 1969             | |
| موريشيوس                    | 1969             | |
| بوروندي                     | 1970             | |
| فيتنام                      | 1970             | انسحبت من الأنتربول عقب اندماجها مع جمهورية شمال فيتنام الديمقراطية عام 1976 وانتسبت من جديد عام 1991 |
| فيجي                        | 1971             | |
| آيسلندا                     | 1971             | |
| ليسوتو                      | 1971             | |
| ناميبيا                     | 1971             | |
| البحرين                     | 1972             | |
| مالطا                       | 1972             | |
| عُمان                        | 1972             | |
| جزر البهاما                 | 1973             | |
| الإمارات العربية المتحدة    | 1973             | |
| هندوراس                     | 1974             | |
| قطر                         | 1974             | |
| رواندا                      | 1974             | |
| الصومال                     | 1975             | |
| إسواتيني                    | 1975             | |
| بنغلاديش                    | 1976             | |
| بابوا غينيا الجديدة         | 1976             | |
| اليمن                       | 1976             | |
| باراغواي                    | 1977             | |
| سيشل                        | 1977             | |
| تونغا                       | 1979             | |
| بوتسوانا                    | 1980             | |
| جيبوتي                      | 1980             | |
| غينيا الاستوائية            | 1980             | |
| زيمبابوي                    | 1980             | |
| باربادوس                    | 1981             | |
| دومينيكا                    | 1981             | |
| أنغولا                      | 1982             | |
| سانت لوسيا                  | 1983             | |
| بروناي                      | 1984             | |
| جزر المالديف                | 1984             | |
| أنتيغوا وباربودا            | 1986             | |
| غامبيا                      | 1986             | |
| غرينادا                     | 1986             | |
| غيانا                       | 1986             | |
| أروبا                       | 1987             | في العام 1986 حصلت على وضع منفصل عن جزر الأنتيل الهولندية |
| بليز                        | 1987             | |
| سانت كيتس ونيفيس            | 1987             | |
| ساو توميه وبرينسيب          | 1988             | |
| أندورا                      | 1989             | |
| الرأس الأخضر                | 1989             | |
| موزمبيق                     | 1989             | |
| جزر مارشال                  | 1990             | |
| روسيا                       | 1990             | انتسبت إلى الأنتربول باسم اتحاد الجمهوريات الاشتراكية السوفيتية. عقب انحلال الاتحاد المذكور خلفه الاتحاد الروسي عام 1991 |
| ألبانيا                     | 1991             | |
| ليتوانيا                    | 1991             | |
| منغوليا                     | 1991             | |
| أرمينيا                     | 1992             | |
| أذربيجان                    | 1992             | |
| البوسنة والهرسك             | 1992             | |
| كرواتيا                     | 1992             | كانت كرواتيا إحدى الدول المكونة لجمهورية يوغسلافيا الإتحادية الاشتراكية التي حلت اعتبارا ً من 1991 وقد انشقت واستقلت رسميا ً في 15 يونيو 1992 |
| إستونيا                     | 1992             | |
| غينيا بيساو                 | 1992             | |
| كازاخستان                   | 1992             | |
| لاتفيا                      | 1992             | |
| ناميبيا                     | 1992             | |
| سلوفينيا                    | 1992             | كانت جمهورية سلوفينيا إحدى الدول المكونة لجمهورية يوغسلافيا الإتحادية الاشتراكية التي حلت اعتبارا ً من 1991 وقد انشقت واستقلت في 25 يونيو 1991 |
| أوكرانيا                    | 1992             | |
| بيلاروس                     | 1993             | |
| مقدونيا                     | 1993             | كانت جمهورية مقدونيا اليوغسلافية السابقة إحدى الدول المكونة لجمهورية يوغسلافيا الإتحادية الاشتراكية التي حلت اعتبارا ً من 1991 وقد انشقت واستقلت رسميا ً بتاريخ 17 سبتمبر 1991 |
| جورجيا                      | 1993             | |
| سلوفاكيا                    | 1993             | خلفت تشيكوسلوفاكيا التي كانت عضوا ً منذ 1923 حتى 1992 |
| جمهورية التشيك              | 1993             | خلفت تشيكوسلوفاكيا التي كانت عضوا ً منذ 1923 حتى 1992 |
| مولدوفا                     | 1994             | |
| أوزبكستان                   | 1994             | |
| قرغيزستان                   | 1996             | |
| جزر القمر                   | 1998             | |
| إرتريا                      | 1999             | |
| صربيا والجبل الأسود         | 2001             | انتسبت إلى الأنتربول باسم جمهورية يوغسلافيا الإتحادية وبتاريخ 4 فبراير 2003 غيرت الاسم إلى صربيا والجبل الأسود وبتاريخ 3 حزيران 2006 أعلن إقليم الجبل الأسود استقلاله وعينت صربيا خلفا ً لصربيا والجبل الأسود في الأنتربول                                                                      |
| أفغانستان                   | 2002             | |
| تيمور الشرقية               | 2002             | |
| طاجيكستان                   | 2004             | |
| بوتان                       | 2005             | |
| تركمانستان                  | 2005             | |
| الجبل الأسود                | 2006             | |
| سان مارينو                  | 2006             | |
| الفاتيكان                   | 2008             | |
| كوراساو                     | 2011             | انضمت خلال الدورة الـ 80 للجمعية العامة للانتربول |
| سينت مارتن                  | 2011             | انضمت خلال الدورة الـ 80 للجمعية العامة للانتربول |
| جنوب السودان                | 2011             | انضمت خلال الدورة الـ 80 للجمعية العامة للانتربول |
| فلسطين                      | 2017             | إنضمت خلال اجتماع الجمعية العامة المنقد في العاصمة بكين |

## وصلات خارجية
- الموقع الرسمي